# Haltérophilie aux Jeux olympiques d'été de 2016 - Moins de 69 kg hommes
Navigation
Londres 2012 Tokyo 2020
L'épreuve des moins de 69 kg en haltérophilie des Jeux olympiques d'été de 2016 a lieu le 9 août 2016 au Riocentro de Rio de Janeiro.

## Programme
Heure de Rio (UTC−03:00)
| Date        | Horaire | Épreuve  |
| ----------- | ------- | -------- |
| 9 août 2016 | 10 h 00 | Groupe B |
| 9 août 2016 | 19 h 00 | Groupe A |

## Médaillés
| Or          | Argent            | Bronze               |
| Shi Zhiyong | Daniyar Ismayilov | Luis Javier Mosquera |

## Records
Avant la compétition, les records du monde et olympiques sont les suivants.
| Record du monde  | Arraché     | Liao Hui (CHN)      | 166 kg | Almaty, Kazakhstan | 10 november 2014  |
| Record du monde  | Épaulé-jeté | Liao Hui (CHN)      | 198 kg | Wrocław, Pologne   | 23 octobre 2013   |
| Record du monde  | Total       | Liao Hui (CHN)      | 359 kg | Almaty, Kazakhstan | 10 novembre 2014  |
| Record olympique | Arraché     | Georgi Markov (BUL) | 165 kg | Sydney, Australie  | 20 septembre 2000 |
| Record olympique | Épaulé-jeté | Georgi Markov (BUL) | 196 kg | Sydney, Australie  | 20 septembre 2000 |
| Record olympique | Total       | Georgi Markov (BUL) | 357 kg | Sydney, Australie  | 20 septembre 2000 |

## Résultats
| Rang                                | Athlète                    | Groupe | Poids de l’athlète | Arraché (kg) | Arraché (kg) | Arraché (kg) | Arraché (kg) | Épaulé-jeté (kg) | Épaulé-jeté (kg) | Épaulé-jeté (kg) | Épaulé-jeté (kg) | Total |
| Rang                                | Athlète                    | Groupe | Poids de l’athlète | 1            | 2            | 3            | Résultat     | 1                | 2                | 3                | Résultat         | Total |
| ----------------------------------- | -------------------------- | ------ | ------------------ | ------------ | ------------ | ------------ | ------------ | ---------------- | ---------------- | ---------------- | ---------------- | ----- |
| Médaille d'or, Jeux olympiques      | Shi Zhiyong (CHN)          | A      | 68.72              | 156          | 160          | 162          | 162          | 188              | 190              | 198              | 190              | 352   |
| Médaille d'argent, Jeux olympiques  | Daniyar Ismayilov (TUR)    | A      | 68.59              | 156          | 160          | 163          | 163          | 181              | 185              | 188              | 188              | 351   |
| Médaille de bronze, Jeux olympiques | Luis Javier Mosquera (COL) | A      | 68.54              | 150          | 150          | 155          | 155          | 183              | 189              | 190              | 183              | 338   |
| 4                                   | Bredni Roque (MEX)         | A      | 68.63              | 145          | 145          | 145          | 145          | 181              | 187              | 187              | 181              | 326   |
| 5                                   | Briken Calja (ALB)         | A      | 68.84              | 145          | 151          | 151          | 145          | 175              | 181              | 184              | 181              | 326   |
| 6                                   | Serghei Cechir (MDA)       | B      | 68.75              | 140          | 144          | 147          | 144          | 170              | 175              | 178              | 178              | 322   |
| 7                                   | Bernardin Matam (FRA)      | A      | 68.71              | 140          | 144          | 144          | 140          | 175              | 180              | 182              | 180              | 320   |
| 8                                   | Won Jeong-sik (KOR)        | B      | 68.95              | 143          | 143          | 146          | 143          | 172              | 177              | 180              | 177              | 320   |
| 9                                   | Triyatno (INA)             | A      | 68.60              | 142          | 142          | 147          | 142          | 175              | 182              | 182              | 175              | 317   |
| 10                                  | David Sánchez (ESP)        | B      | 68.61              | 137          | 142          | 145          | 142          | 170              | 175              | 177              | 175              | 317   |
| 11                                  | Tairat Bunsuk (THA)        | B      | 68.65              | 137          | 141          | 141          | 137          | 175              | 179              | 181              | 179              | 316   |
| 12                                  | Mohd Hafifi Mansor (MAS)   | A      | 68.71              | 140          | 143          | 144          | 140          | 176              | 181              | 182              | 176              | 316   |
| 13                                  | Kwon Yong-gwang (PRK)      | B      | 68.36              | 137          | 142          | 142          | 137          | 168              | 172              | 176              | 176              | 313   |
| 14                                  | Doston Yokubov (UZB)       | B      | 68.95              | 133          | 137          | 140          | 137          | 172              | 176              | 181              | 176              | 313   |
| 15                                  | Edwin Mosquera (COL)       | B      | 68.69              | 140          | 144          | 144          | 140          | 165              | 170              | 175              | 170              | 310   |
| 16                                  | Mohsen Al-Duhaylib (KSA)   | B      | 68.96              | 128          | 135          | 137          | 135          | 162              | 171              | 171              | 162              | 297   |
| 17                                  | Pan Chien-hung (TPE)       | B      | 68.79              | 130          | 136          | 136          | 136          | 160              | 160              | 160              | 160              | 296   |
| –                                   | Kim Myong-hyok (PRK)       | A      | 68.87              | 157          | 157          | 161          | 157          | 188              | 188              | 196              | DNF              | DNF   |
| –                                   | Karem Ben Hnia (TUN)       | A      | 68.87              | 147          | 150          | 150          | 147          | 177              | 177              | 177              | DNF              | DNF   |
| –                                   | I Ketut Ariana (INA)       | A      | 68.75              | 145          | 145          | 145          | DNF          | NC               | NC               | NC               | NC               | DNF   |
| DSQ 1                               | Izzat Artykov (KGZ)        | A      | 68.68              | 146          | 151          | 155          | 151          | 181              | 188              | 196              | 188              | 339   |

1
Les résultats d’Artykov lui avaient permis de se classer troisième, mais il a été disqualifié après avoir été testé positif à la strychnine.